# Оґава Меґумі
Оґава Меґумі (яп. 小川 恵; нар. Японія) — японська футболістка, нападниця, виступала в збірній Японії.

## Клубна кар'єра
Морімото виступала за клуб «Іга Кунойкі». 

## Кар'єра в збірній
Дебютувала у збірній Японії 17 грудня 2002 року в поєдинку проти збірної США.

## Статистика виступів у збірній
| жіноча національна збірна Японії | жіноча національна збірна Японії | жіноча національна збірна Японії |
| Рік                              | Матчі                            | Голи                             |
| -------------------------------- | -------------------------------- | -------------------------------- |
| 2000                             | 1                                | 0                                |
| Загалом                          | 1                                | 0                                |